# Meeresmuseum Stralsund
Das Meeresmuseum Stralsund, zuvor auch Museum für Meereskunde und Fischerei, Aquarium und Deutsches Meeresmuseum, ist der älteste Standort der Stiftung Deutsches Meeresmuseum in Stralsund; daneben gibt es mit dem Ozeaneum, dem Nautineum und dem Natureum drei weitere Standorte der Stiftung.
Das im Jahr 1951 eröffnete Museum bietet in seinen Ausstellungen Informationen zur Fischerei, zum Umwelt- und Meeresschutz, zur Meeres- und Ozeanforschung, zu Flora und Fauna der Meere sowie in Aquarien lebende Meerestiere, darunter Meeresschildkröten und Südseefische. Das Museum nutzt die Halle der ehemaligen Katharinenkirche und weitere Gebäude im Stadtgebiet Altstadt. Nach einer Komplettmodernisierung ab Ende 2020 wurde das Meeresmuseum am 17. Juli 2024 wieder eröffnet.

## Geschichte

### Natur-Museum ab 1951 und Museum für Meereskunde und Fischerei ab 1957
Das Museum im Katharinenkloster wurde am 24. Juni 1951 als Natur-Museum von seinem Gründer Otto Dibbelt eröffnet. Zu sehen waren Terrarien mit heimischen Amphibien und Reptilien sowie Aquarien mit Tieren aus der Ostsee und den Bodden.
Ab 1957 wurde das Natur-Museum zum Museum für Meereskunde und Fischerei umgestaltet und wesentlich erweitert. Sonnfried Streicher als Nachfolger des Museumsgründers Otto Dibbelt konzipierte und leitete den Umbau.

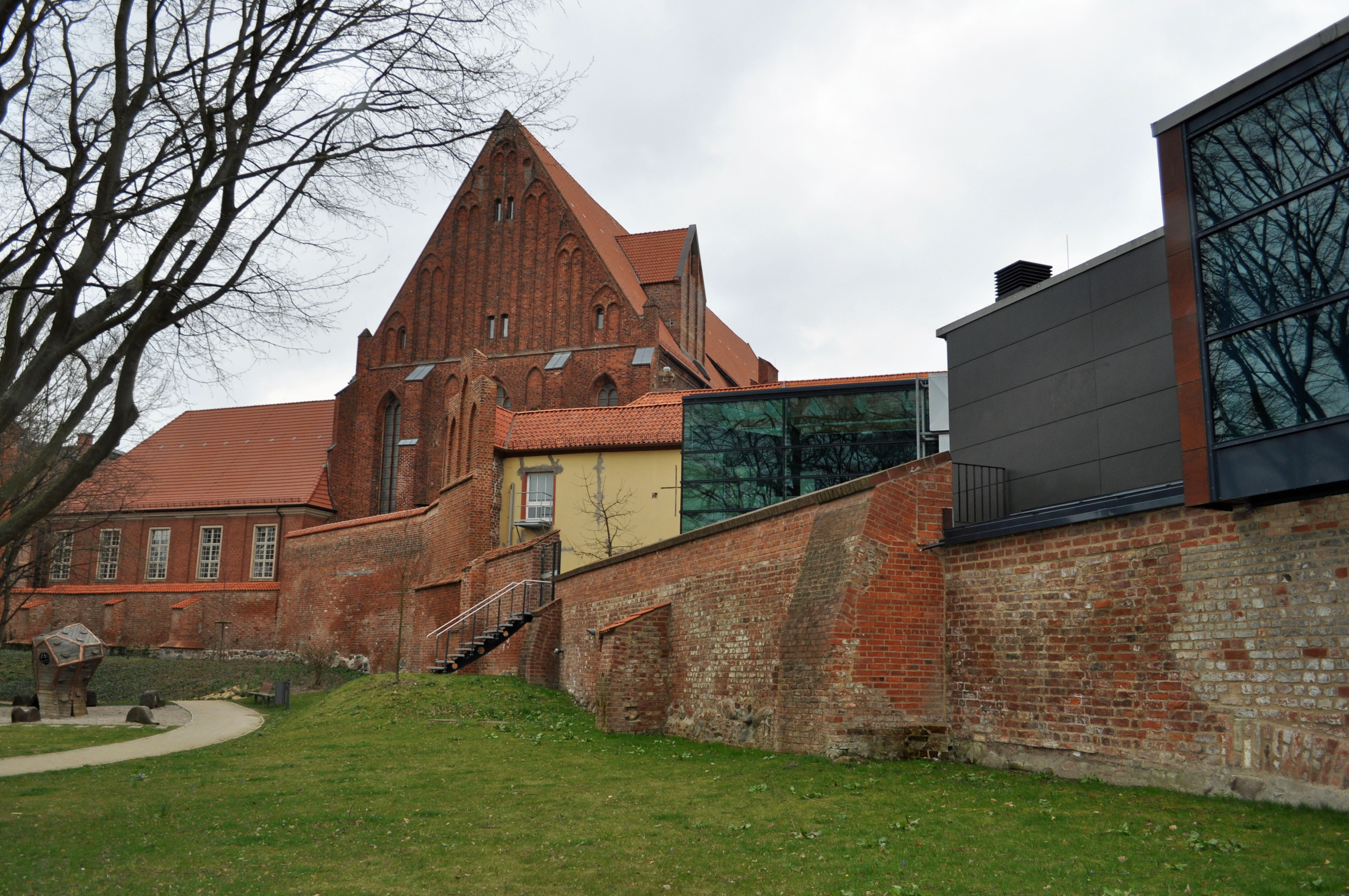
Das Gebäude des Meeresmuseums (2012)

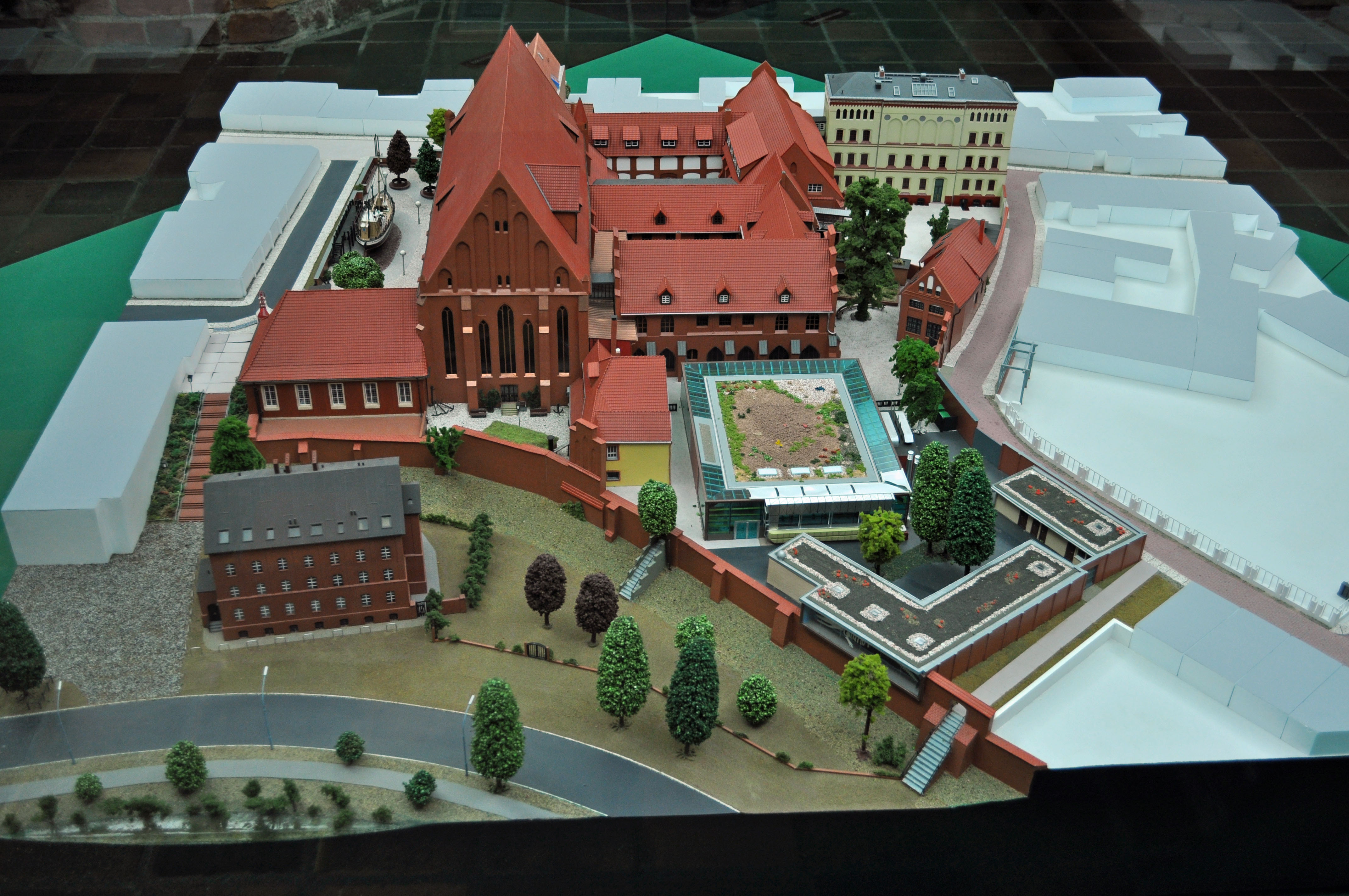
Modell des Stralsunder Meeresmuseums im gotischen Katharinenkloster (Zustand 2012)

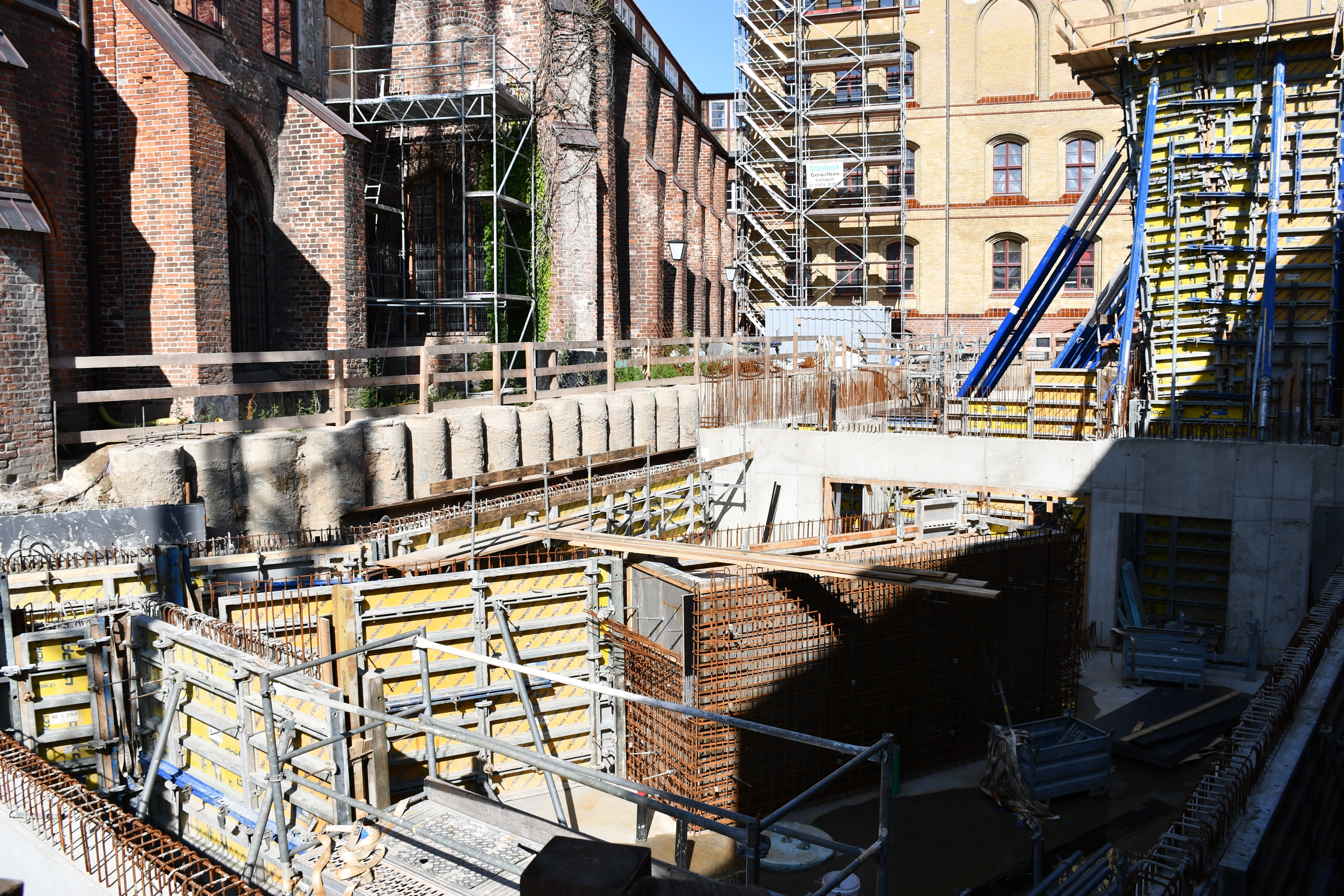
Bauarbeiten für den neuen Aquarienbereich (2023)

### Bezirksnaturkundemuseum ab 1958 und Meereskundliches Museum Stralsund ab 1966
Ab Jahr 1958 hieß das Museum Bezirksnaturkundemuseum, ab 1965 wurden meeresbiologische Ausstellungen aufgebaut. Im Jahr 1966 bekam es mit Meereskundliches Museum Stralsund einen neuen Namen.
Im Jahr 1968 wurden erste Teile des Meeresaquariums im Keller aufgebaut.
Die ehemalige Klosterkirche wurde in den Jahren 1972 bis 1974 instand gesetzt und zur Ausstellungshalle umgebaut und dabei ein stählernes Strebewerk eingezogen, das in der Halle Etagen schuf.

### Meeresmuseum – Museum für Meereskunde und Fischerei ab 1974
Im Jahr 1974 wurde das Meeresmuseum – Museum für Meereskunde und Fischerei eröffnet und 1975 die Meeresaquarien in der Katharinenhalle. Zur 750-Jahr-Feier der Gründung der Stadt Stralsund wurde im Jahr 1984 der Erweiterungstrakt des Meeresaquariums mit einem 50.000 Liter und einem 30.000 Liter fassenden Aquarium eröffnet.
Das Dachgeschoss wurde im Jahr 1986 ausgebaut und beherbergt seitdem das Depot für die wissenschaftlichen Sammlungen des Museums. Der erste Teil der Ausstellung Mensch und Meer im Obergeschoss wurde im Jahr 1989 eröffnet. Im selben Jahr wurde ein Besucherraum mit 15 Aquarien sowie das Museumscafé eröffnet und der Erweiterungsbau für die Aquarientechnik fertiggestellt. Am 4. November 1993 wurde die Ostseeabteilung im Meeresaquarium wiedereröffnet.
Das bis dahin städtische Meeresmuseum wurde 1993/1994 in die Stiftung Deutsches Museum für Meereskunde und Fischerei überführt. Im Jahr 1995 wurde eine wissenschaftliche Versuchs- und Zuchtanlage gebaut und die Präparationswerkstätten wurden modernisiert. Im selben Jahr übernahm Harald Benke die Leitung des Museums.

### Deutsches Meeresmuseum, Museum für Meereskunde und Fischerei. Aquarium ab 1998
Die Stiftung hieß ab Oktober 1998 Deutsches Meeresmuseum, Museum für Meereskunde und Fischerei. Aquarium. Am 16. Juli 1999 wurde das rekonstruierte und neu gestaltete Nordseeaquarium wiedereröffnet. Am 30. Januar 2004 wurde auf dem Besuchshof ein Mehrzweckgebäude eröffnet, in dem das 350.000-Liter-Aquarium für die Meeresschildkröten untergebracht ist. Am 17. Juli 2009 wurde das Mittelmeeraquarium eröffnet.
Im Oktober 2016 wurde ein Konzept zur Umgestaltung des Meeresmuseum vorgestellt. Danach sollte das Museum das Leben in den Ozeanen anhand eines „Rundgangs“ entlang des Äquators erlebbar machen. Für den Umbau der Ausstellungen waren 30 Millionen Euro geplant. Nach einem Architektenwettbewerb im Jahr 2017 sollten im September 2019 die Bauarbeiten beginnen und das Museum nach einer Schließung ab Frühjahr 2020 dann im Mai 2022 wiedereröffnet werden.

### Schließung und Modernisierung ab 2020
Von Ende 2020 bis ins Jahr 2024 wurde das Meeresmuseum komplett modernisiert und durch diverse Anbauten wie ein externes Großaquarium ergänzt. Während der Modernisierung blieb das Haupthaus geschlossen. Eine Ausstellung im Burmeister-Haus informierte über den Stand der Arbeiten.
Im November 2017 war aus 13 Wettbewerbsarbeiten ein Entwurf der Stuttgarter Reichel Schlaier Architekten ausgewählt worden. Die Kosten für die Baumaßnahme sollten rund 40 Millionen Euro betragen. Je etwa die Hälfte der Gesamtkosten sollten das Bundesministerium des Innern, für Bau und Heimat und das Ministerium für Wirtschaft, Arbeit und Gesundheit des Landes Mecklenburg-Vorpommern tragen und die Stadt Stralsund ein Grundstück im Wert von knapp 70.000 Euro stiften. Das Museum will vier neue Ausstellungsbereiche über die Entstehung des Lebens und die Vielfalt im Meer, den Einfluss des Menschen auf die Ozeane, Fischerei früher und heute sowie eine Aquarienlandschaft zu den Meeren entlang des Äquators präsentieren. Geplant waren ein Eingangsfoyer, raumhohe Vitrinen, Installationen von Meerestieren in Originalgröße in den Ausstellungen sowie ein Großaquarium mit Riff. Die Aquarien im Gewölbekeller sollen vollständig überarbeitet werden. Besonders beliebte Exponate wie die Lederschildkröte Marlene und das Finnwalskelett im Chor der Katharinenhalle werden ebenso wie das 350.000-Liter-Aquarium der Meeresschildkröten auch nach der Modernisierung zu sehen sein. Beim Umbau sollten energetische Aspekte beachtet werden; drei Gebäudeteile sollten neu entstehen. Während der Bauarbeiten wurden im Juli 2021 bei der Aushebung der Baugrube für das neue Großaquarium Skelette gefunden. Der große drehbare Globus, der seit 1974 im Eingangsbereich stand, wurde im Februar 2023 abgebaut, ebenso wurde das Strandboot BREG 13 aus der Ausstellung entfernt. Die Kosten des Umbaus, die ursprünglich 40 Millionen Euro betragen sollten, wurden im Juli 2023 mit elf Millionen Euro zusätzlich veranschlagt.

### Meeresmuseum ab 2024
Am 17. Juli 2024 fand die Wiedereröffnung statt. Dabei waren die Aquarien zunächst noch nicht zu besichtigen, da sich die Fertigstellung verzögert hatte. Die Gesamtkosten der Umbauarbeiten liegen bei mehr als 50 Millionen Euro. Im Mai 2025 wurde auch der Bereich mit den Aquarien für Besucher zugänglich gemacht.

## Gestaltung und Konzeption

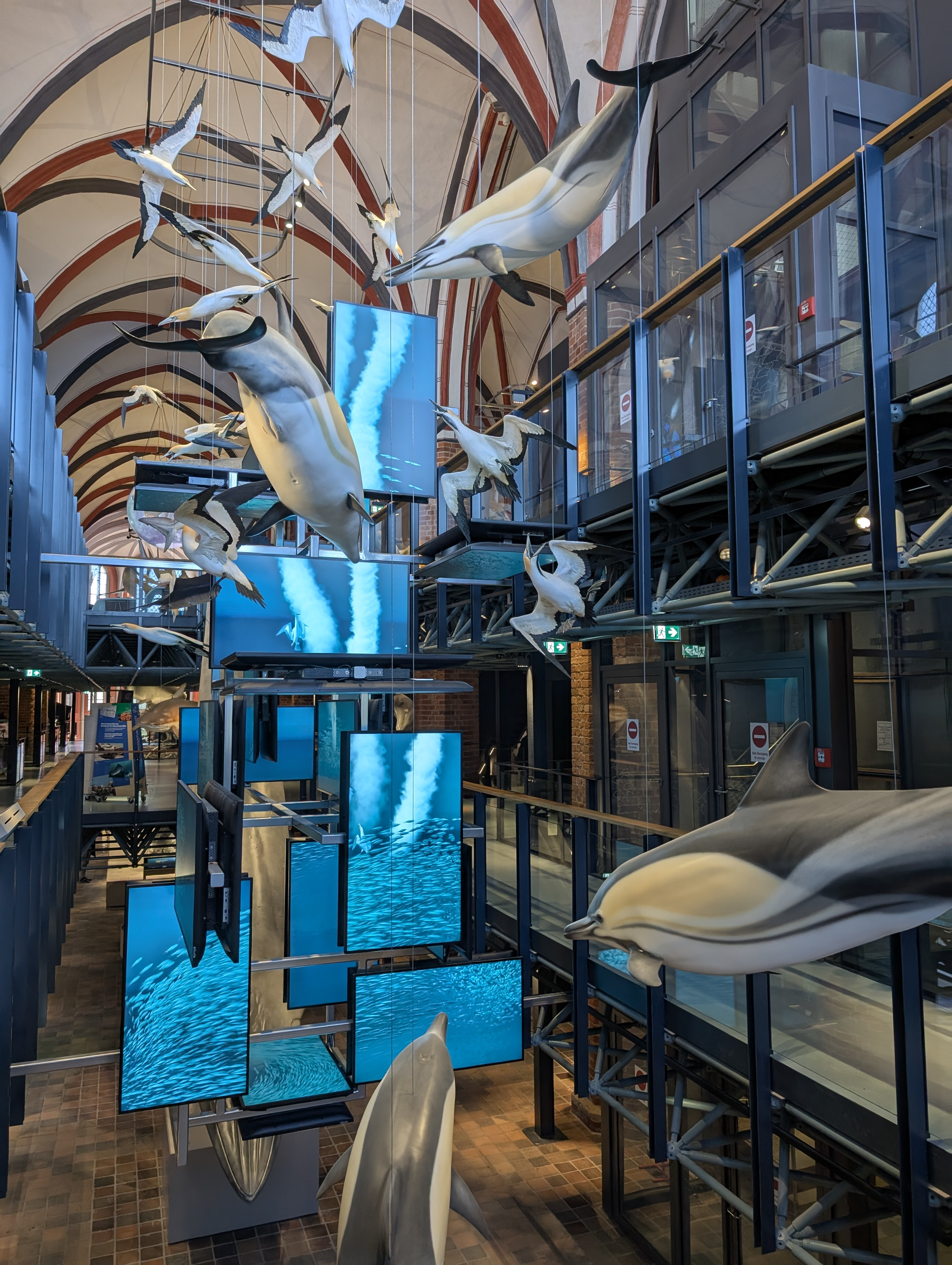
Medieninstallation Sardinenschwarm mit Jägern (2025)

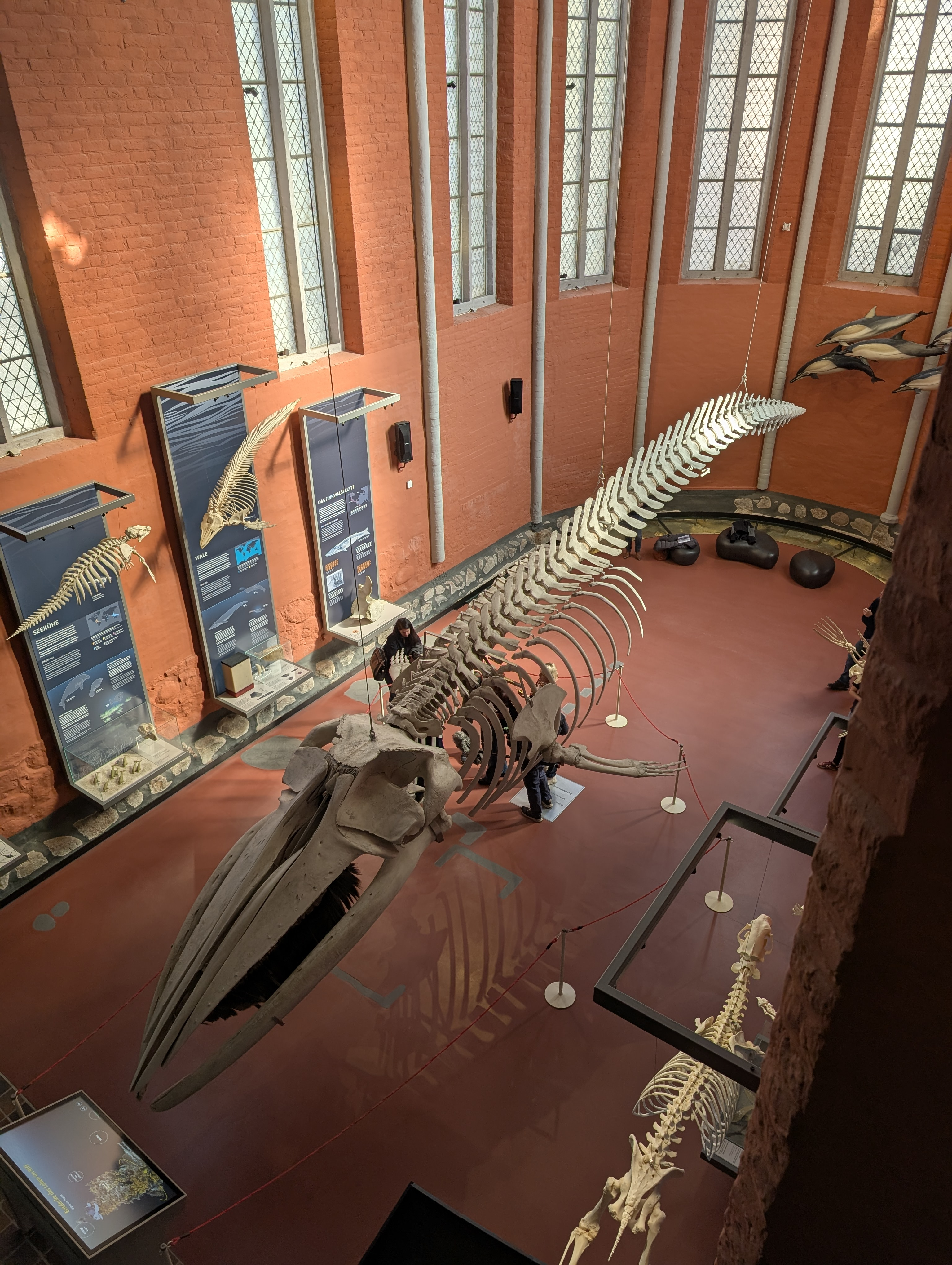
Finnwalskelett von 1825 im Meeresmuseum Stralsund (2025)

### Gestaltung seit 2024

#### Eingangsbereich
Im Eingangsbereich wird ein von originalgroßen Jägern wie Brydewal, Bronzehaien, Delfinen und Kaptölpeln umringter Sardinenschwarm medial inszeniert, diese Installation erstreckt sich über die drei Stockwerke der eingebauten Trägerkonstruktion. Gezeigt wird auch ein Modell des historischen Klosterkomplexes, dazu Funde aus archäologischen Untersuchungen im ehemaligen Dominikanerkloster.

#### Ausstellungen
Die Ausstellungen sind in vier Themenbereiche unterteilt:
- „Evolution“,
- „Mensch & Meer“,
- „Vielfalt“ sowie
- „Fischerei“.

##### Ausstellung „Evolution“
Die Ausstellung „Evolution“ im Erdgeschoss der Katharinenhalle zeigt die Entstehung des Lebens aus dem Meer. Digital werden die verschiedenen Erdzeitalter präsentiert. Gezeigt werden Stammbäume verschiedener Tiergruppen, Originalpräparate, Fossilien, Exponate von Haien und Rochen sowie das Modell der Lederschildkröte Marlene.
Im Chor der ehemaligen Katharinenkirche sind Skelette von Finnwal (→Finnwalskelett von 1825 im Meeresmuseum Stralsund), Eisbär, Seekuh, Seeotter und Robbe zu sehen. Ein etwa zwei Meter im Durchmesser großes Megalodon-Gebiss bildet den Abschluss dieser Ausstellung.

##### Ausstellung „Mensch & Meer“
Dem Thema „Mensch & Meer“ gewidmet, zeigt dieser Ausstellungsbereich im Zwischengeschoss der Katharinenhalle in Vitrinenbändern die Wechselwirkungen zwischen Mensch und dem Meer. Zu sehen sind auch Modelle des Segelschiffs Towarisch (heute: Gorch Fock) und anderer Schiffe und Tiefsee-U-Boote.
Durch Öffnungen in den Geschossebenen sind die Modelle der Ausstellungen zu sehen, so ein Weißer Hai und ein Walhai.

##### Ausstellung „Vielfalt“
Über die biologische Vielfalt der Meeres informiert diese Ausstellung im Obergeschoss der Katharinenhalle mittels vieler Präparate, so über die Lebensräume der Antarktis mit ihren Kaiserpinguinen, der Subantarktis, des offenen Ozeans, von Kelpwald, Sargassosee, Helgoländer Lummenfelsen und Arktis.

##### Ausstellung „Fischerei“
Der Fischerei war das Museum von Beginn an verbunden. Die Ausstellung „Fischerei“ in einem an die Katharinenhalle anschließenden Gebäude informiert über Fischfangmethoden und zum Thema Nachhaltigkeit. Gezeigt werden darin auch Netzmodelle.

#### Die Aquarien
Der Bereich der Aquarien wurde seit 2020 ebenso neu gestaltet und weist 31 Aquarien auf. Im Mai 2025 wurde auch dieser Bereich für Besucher geöffnet.
In diesem Bereich des Museums werden die Lebensräume
- Karibik,
- Pazifik und
- Indischer Ozean

präsentiert.

##### Aquarium „Karibik“
Die Lebenswelt des Karibischen Meers weist das mit 700.000 Litern Wasser gefüllte größte Aquariumbecken des Museums auf mit einer 80 Quadratmeter großen, geneigten Scheibe. Im Aquarium, das auf drei Ebenen zu besichtigen ist, wird ein Riff dargestellt mit Nachbildungen von Korallenarten.
In den anderen Becken sind karibische Lebensräume wie die Seegraswiese, die Sargassosee und Mangroven zu sehen.

##### Aquarium „Pazifik“
Der Pazifische Ozean, kurz Pazifik, ist Thema dieses Bereichs. Gezeigt werden hier die in den kalten Gewässern vor Kalifornien vorkommenden Kelpwälder mit Anemonen, Hornhaien und Kelpfischen.
Ebenso sind das Hawaii-Becken mit seinem 25 Grad warmen Wasser sowie die Unterwasserwelt der Fidschis in Aquarien zu sehen. In einem Becken mit 85.000 Litern ist das Rainbow Reef, auch Great White Wall, dargestellt. Korallenriffe, Rotfeuerfische und Kugelfische sowie Langusten leben in den Aquarien dieses Bereichs.

##### Aquarium „Indischer Ozean“
Der Indische Ozean ist Gegenstand dieses Aquarienbereichs im Meeresmuseum Stralsund mit Korallen, Fischen, Reptilien und Meeresschildkröten.

### Gestaltung bis 2020
Die ehemalige Klosterkirche ist mittels einer Raumstabwerkkonstruktion in drei Ebenen unterteilt. Im Erdgeschoss befand sich ein Modell (Schnitt) der ehemaligen Kirche mit seinem stählernen Stabwerk.
Räumlich war das Museum bis zur Umgestaltung im Jahr 2020 unterteilt in
- den von einer Mauer und den Museumsgebäuden umgebenen Vorplatz,
- die dreigeschossige Ausstellungshalle (ehemalige Klosterkirche),
- die Ostseeausstellung im Mittelbau (ehemals Winterrefektorium und Kapitelsaal),
- die im Kellergeschoss befindlichen Meeresaquarien,
- den Museumsladen im Westflügel (ehemalige Ordensschule),
- das Meeresschildkrötenaquarium im Neubau sowie in
- Räumlichkeiten zur Präparation der Ausstellungsgegenstände, das Gebäude der Direktion, technische Versorgungseinrichtungen, Arbeitsräume der Wissenschaftler und
- das „Forum Meeresmuseum“.

#### Vorplatz
Auf dem weitläufigen Vorplatz, der zu besonders besucherintensiven Zeiten voller am Eingang anstehender Besucher war, steht der Kutter SAS 95 „Adolf Reichwein“. Der Holzkutter entstand 1949 auf der Boddenwerft in Damgarten und war einer der ersten Kutter der DDR-Hochseefischerei. Bis 1969 war er auf Ostsee und Nordsee im Einsatz; er wurde 1973 auf den Museumshof überführt. An einer Mauer im Eingangsbereich befand sich ein Wissenstest der Route zur europäischen Backsteingotik.

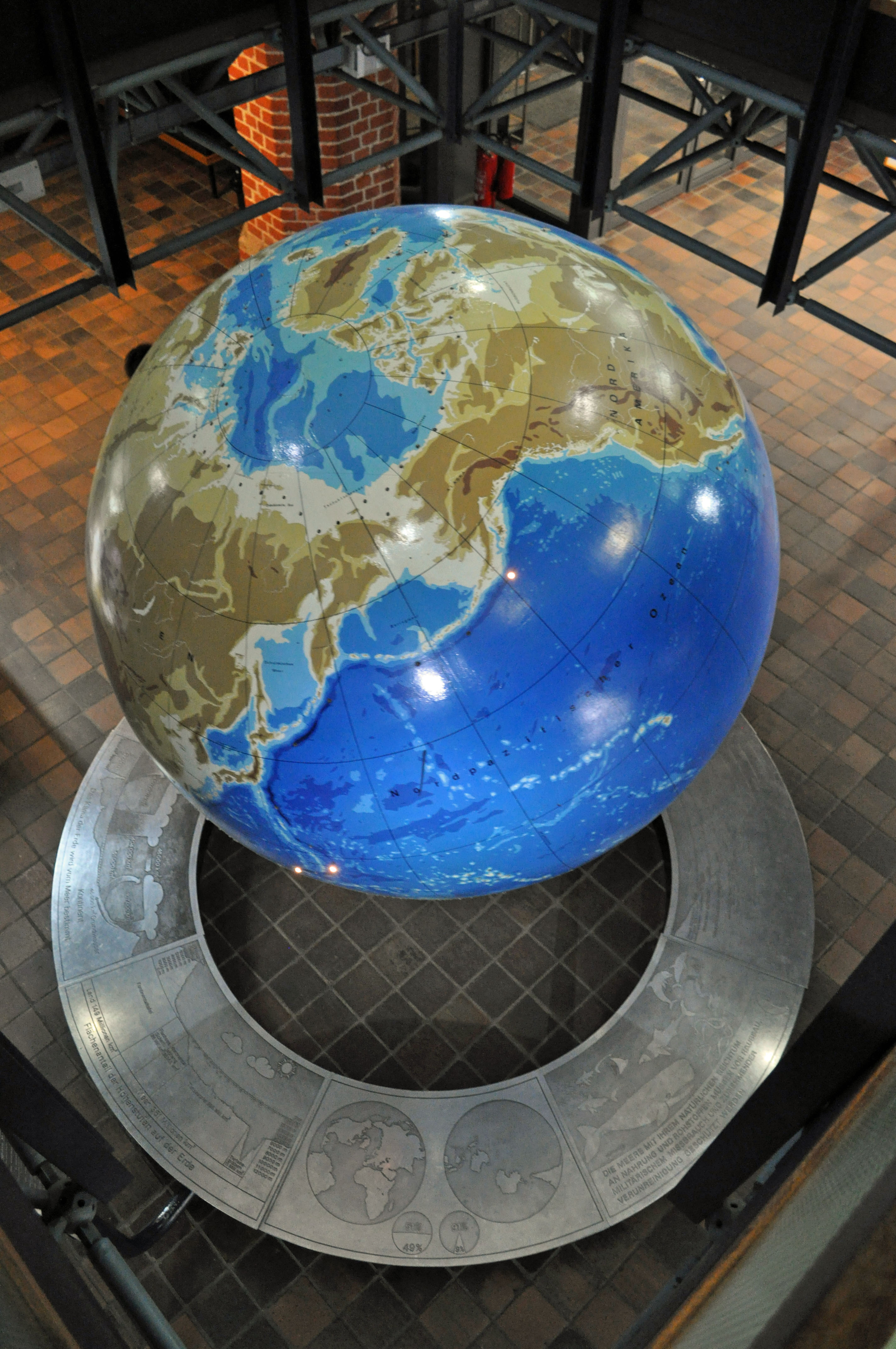
Globus im Eingangsbereich, Zustand 2012

#### Eingangsbereich
Im Eingangsbereich wurden auf einem großen Globus die Seeschifffahrtslinien der DDR-Fischereiflotte dargestellt.

#### Ausstellungen
Das Meeresmuseum bot sechs Dauerausstellungen:
- „Meereskunde und Meeresbiologie“,
- „Wale“,
- „Geschichte der Fischerei“,
- „DDR-Fischerei“,
- „Mensch und Meer“ und
- „Ostseeküste“.

Dazu wurden im nahe gelegenen Burmeister-Haus Mönchstraße 45 Informationen über Hermann Burmeister und seine Forschungen präsentiert. Sonderausstellungen und Wanderausstellungen ergänzten das museale Angebot.

##### Ausstellung „Meereskunde und Meeresbiologie“
Die Dauerausstellung „Meereskunde und Meeresbiologie“ im Erdgeschoss bildete den Ausgangspunkt eines Rundgangs. In der Vitrine „Ohne Wasser, merkt Euch das …“ wurde der Wasserkreislauf dargestellt. Ein Schnittmodell der Katharinenhalle zeigte die Umgestaltung und neue Nutzung der ehemaligen Klosterkirche.
Ein sieben Meter langer Reliefschnitt des Nordatlantiks zwischen New York und Lissabon zeigte die Gestalt des Meeresbodens mit seinen Tiefsee-Ebenen, Gebirgen und Gräben. Auf Grafiken wurden die Grundlagen der Plattentektonik und der Entwicklung von Ozeanen vermittelt. Auf einer zwölf Quadratmeter großen, 200 Millionen Jahre alten Kalksteinplatte aus einem Kalksteinbruch von Rüdersdorf bei Berlin sind etwa 2300 Schalen verschiedener fossiler Muscheln erhalten, auf einer geschliffenen Kalksteinplatte von Öland Reste von Kopffüßern zu sehen. In einem einen Kubikmeter fassenden Glaskubus wurde der Salzgehalt von Meerwasser demonstriert.
Verschiedene Modelle von Forschungsschiffen, so die französische Pourquoi-pas ?, die deutsche Meteor und die Professor Albrecht Penck sowie das Tauchboot Trieste, zeugten von den Anstrengungen der Menschen, die Meere und die Tiefsee zu erforschen. Auch eine Schautafel sowie eine Inszenierung der Tiefseewelt verdeutlichten das Leben in menschenfeindlichen Tiefen. Drei Tropenaquarien und ein Mittelmeeraquarium präsentierten Krebse, Krabben, Seesterne und andere wirbellose Tiere neben Korallenriffen.
Eine präparierte junge Kegelrobbe und ein Seehund veranschaulichten Informationen über diese Tiere. Zudem war eine 800 Jahre alte mumifizierte Krabbenfresserrobbe ausgestellt. Aus dem Jahr 1926 stammt das Skelett einer Seekuh in derselben Vitrine. Sie sowie das Skelett und die Gesichtsmaske eines See-Elefanten waren Gaben des Wittenberger Völkerkundemuseums. Die Gesichtsmaske ist als einziges von einem von Karl Kästner 1936 präparierten Bullen erhalten, der aus dem Berliner Zoo stammte und etwa 2.000 Kilogramm schwer und 4,50 Meter lang war. Ein weiteres Thema der Ausstellung waren Knochen- und Knorpelfische wie Schwertfisch und Tigerhai. Gezeigt wurden auch präparierte Delfine und das Skelett eines Schweinswals.

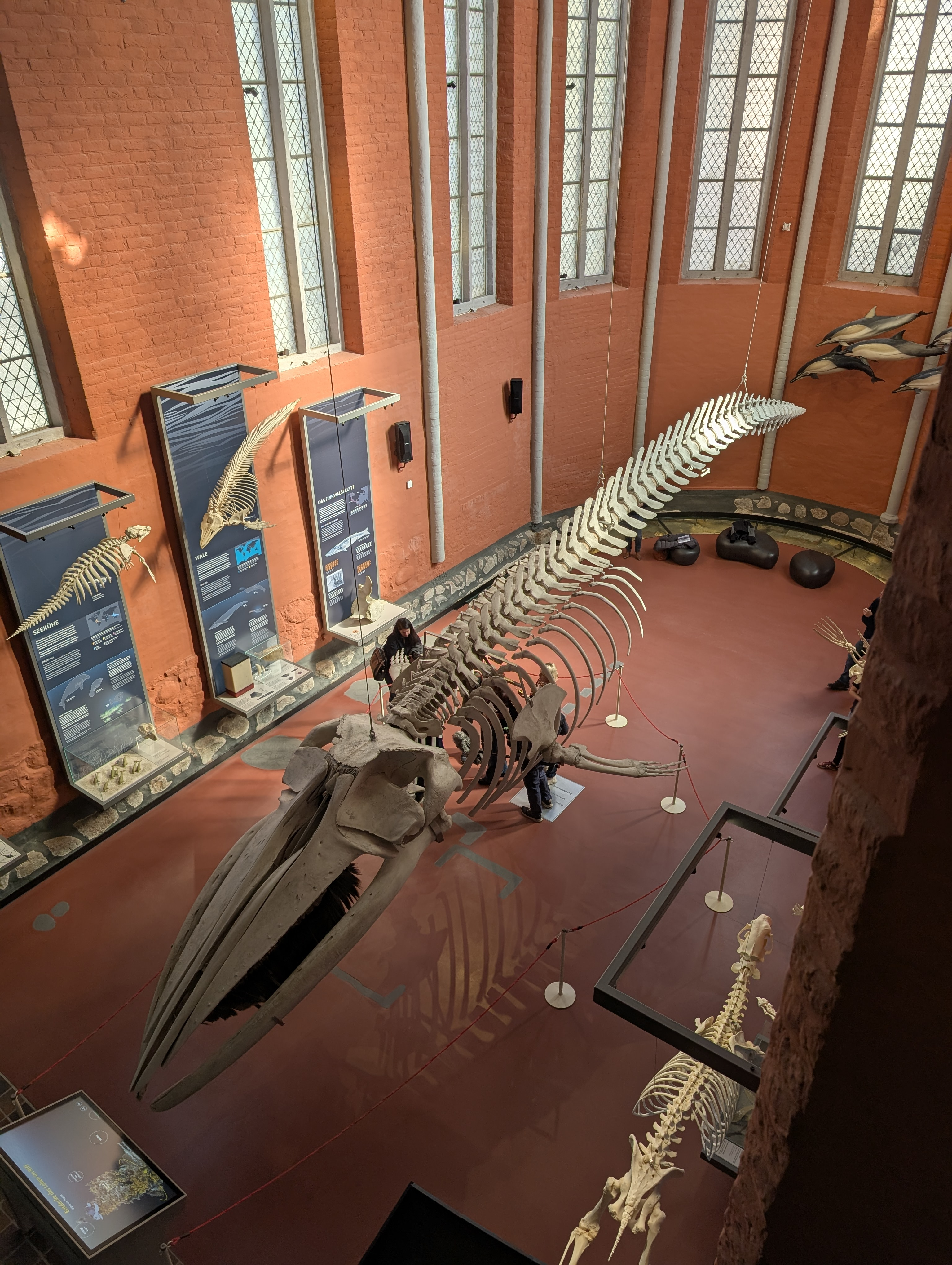
Finnwalskelett im Chor der ehemaligen Kirche (2025)

Die besondere Aufmerksamkeit galt den Steinkorallen. Im Erdgeschoss der Halle wurden diese Nesseltiere gezeigt; zudem ein neun Meter hoher Ausschnitt aus einem Korallenriff. Die Korallenstöcke und die Tierexponate, die das nachgebaute Riff darstellen, wurden bei Expeditionen der Mitarbeiter des Museums 1976 und 1979 im Roten Meer gesammelt. Dieses Riff wurde ab 2011 restauriert und teilweise neu gestaltet.

##### Ausstellung „Wale“
Die Dauerausstellung „Wale“ befand sich im ehemaligen Chor. Ein 15 Meter langes, ca. 1000 Kilogramm schweres Skelett eines jungen männlichen Finnwales, der am 8. April 1825 an der Westküste Rügens strandete, bildete das Hauptstück der Ausstellung. Der fast zehn Tonnen schwere Kadaver wurde nach der Strandung auf dem Wasserweg nach Stralsund und dann nach Greifswald gebracht, wo er an der Universität Greifswald untersucht und skelettiert wurde. Nachdem das Skelett zunächst am Zoologischen Institut und Museum der Universität geblieben war, wurde es 1968 an das Deutsche Meeresmuseum übergeben und im Jahr 1974 im Chor der Katharinenhalle aufgehängt.
In einer Vitrine waren zudem Trockenpräparate der Luftröhre, der Blutgefäße und des Penis des Tieres ausgestellt. Der an einer der Wände hängende Schädel stammt von einem 1851 bei Mukran gestrandeten, 7,50 Meter langen Schwertwal. An der anderen Wand war das Skelett eines 1993 am Gellen gestrandeten, sieben Meter langen Nördlichen Entenwals aufgehängt. Ebenfalls zu sehen war das Abgusspräparat eines Schweinswalweibchens mit Jungem sowie einer Gruppe von fünf Delfinen.

##### Ausstellung „Geschichte der Fischerei“
Die Dauerausstellung „Geschichte der Fischerei“ wurde im ersten Obergeschoss der Museumshalle präsentiert. Von Fischereigeräten der Urgesellschaft über die Antike und das Mittelalter zieht sich die Geschichte des Fischfangs, neben Geräten und Dokumenten aus dem 19. Jahrhundert folgte mit dem Fischfang des 20. Jahrhunderts das am besten dokumentierte Zeitalter. Modelle von Fischfangschiffen, deren Originale wie das Zeesboot STR 9 im Nautineum gezeigt werden, sowie ein originales Strandboot aus Breege zeugten vom Übergang zum industriellen Fischfang. Gezeigt wurden Harpunen, Angelhaken und Reusenkörbe sowie ein nachgebauter Einbaum, das Modell einer Heringsboise, Fanggeräte sowie das Modell des Fischdampfers „Steinbutt“. In einigen Vitrinen wurden die Methoden der Küstenfischerei an der vorpommerschen Ostseeküste anhand von Exponaten von den Inseln Rügen und Usedom sowie vom Fischland und dem Darß gezeigt. Ein Modell einer Außenstrandreuse zeigte deren Funktionsweise. Weiteres Ausstellungsstück war ein aus Kunstfasern gefertigtes Stellnetz.

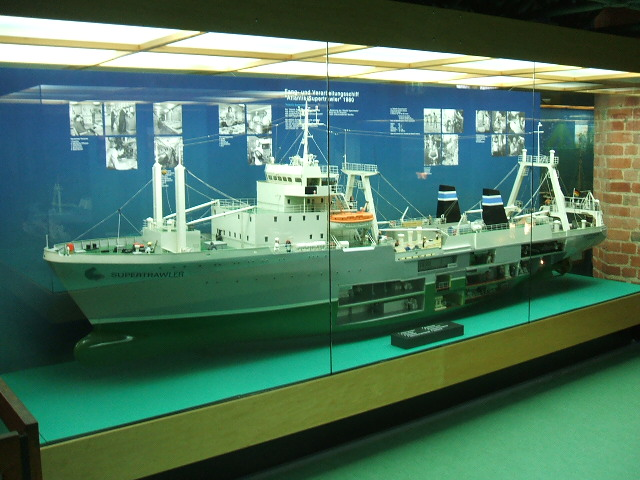
Modell eines Atlantik-Supertrawlers in der Ausstellung „DDR-Fischerei“ (2006)

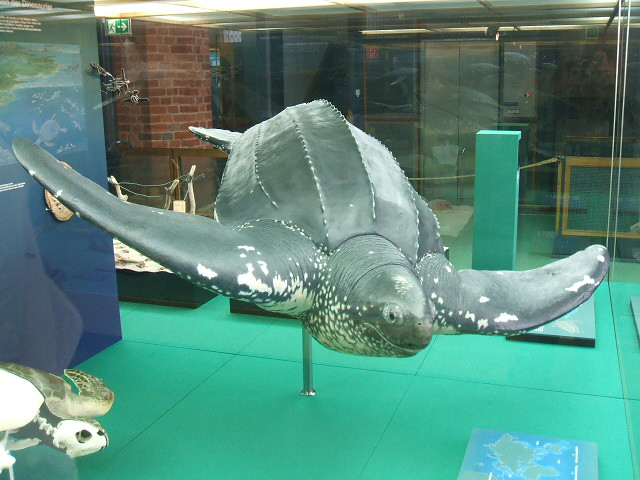
Lederschildkröte Marlene in der Ausstellung „Mensch und Meer“ (2006)

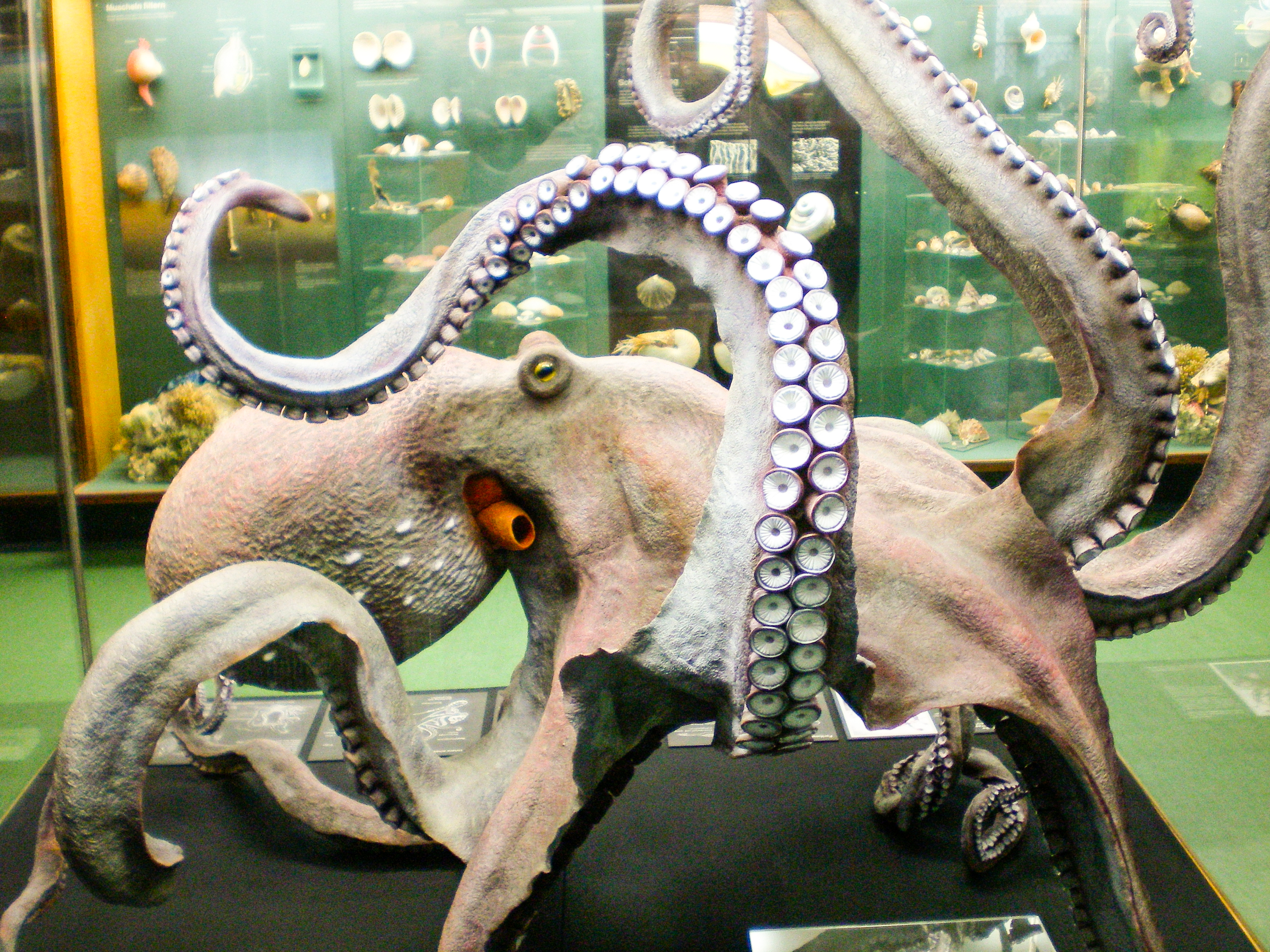
Riesenkrake im Meeresmuseum (2008)

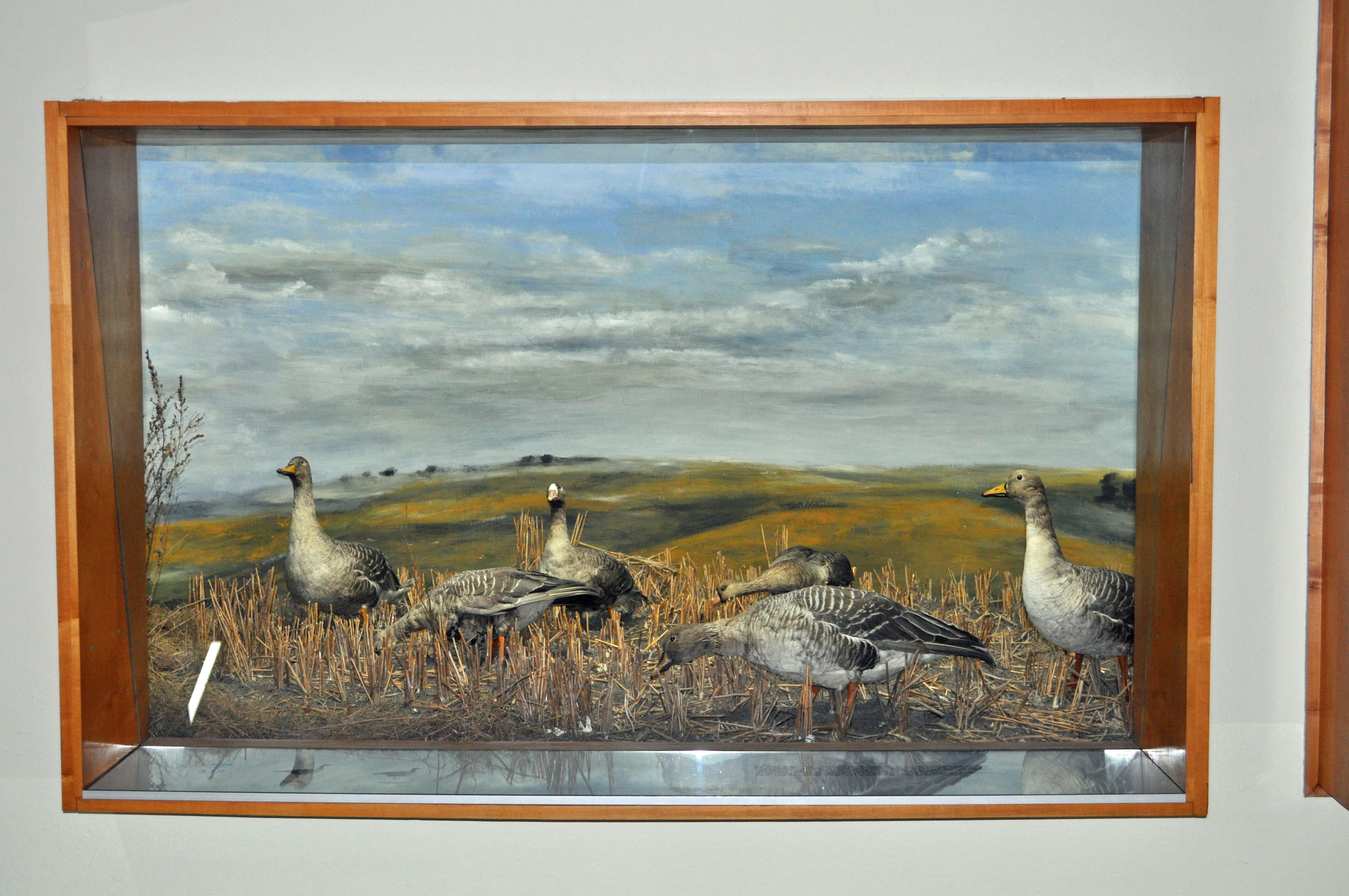
Diorama in der Ausstellung „Ostseeküste“ (2012)

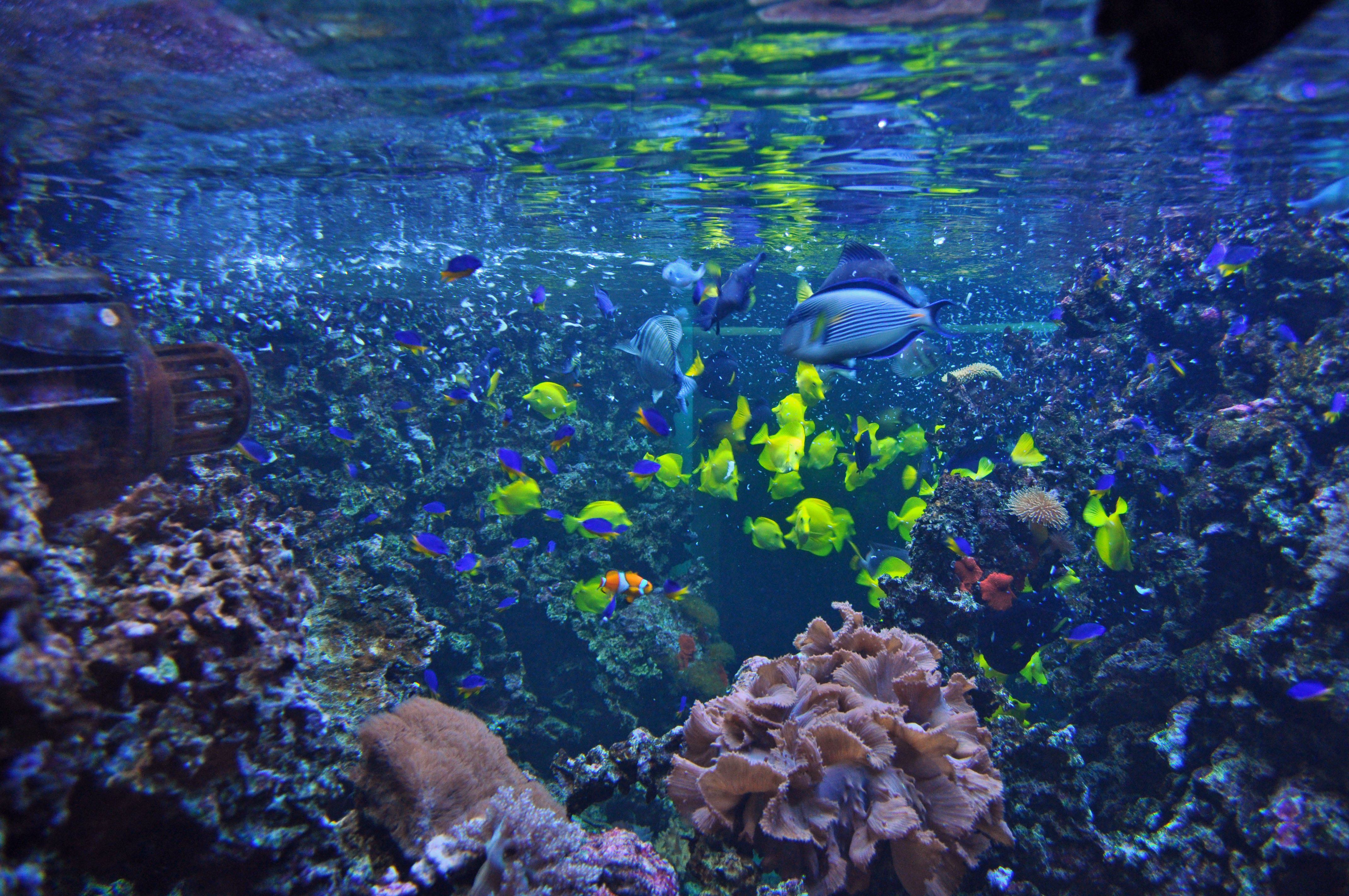
Tropisches Aquarium im Meeresmuseum Stralsund (2012)

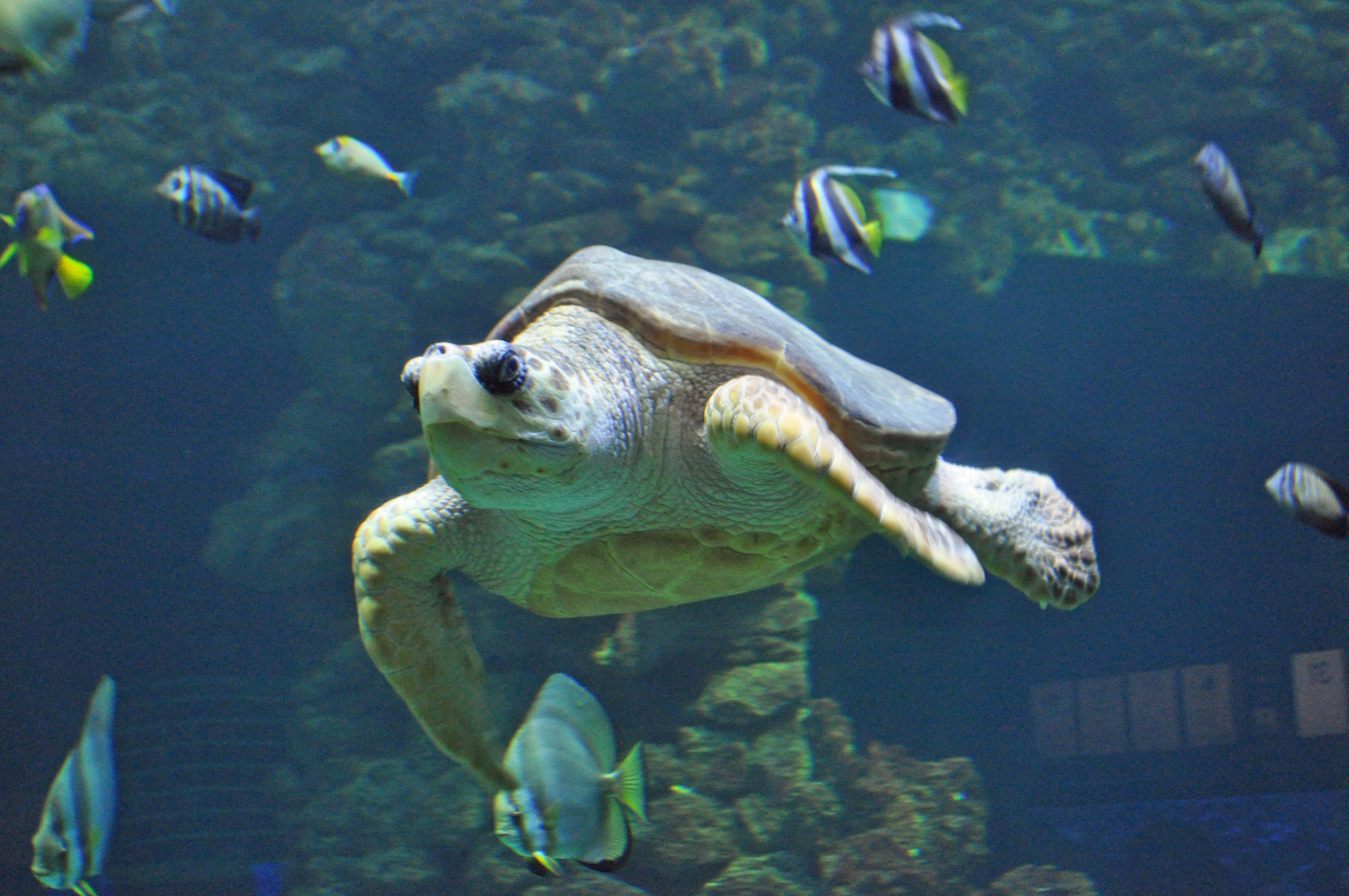
Meeresschildkröte im Stralsunder Meeresmuseum (2013)

##### Ausstellung „DDR-Fischerei“
Die Dauerausstellung „DDR-Fischerei“ war der Fischerei zwischen den Jahren 1949 und 1990 in der Deutschen Demokratischen Republik (DDR) gewidmet. Anfang der 1970er Jahre aufgebaut, gründete die Ausstellung auf der Zusammenarbeit des Meeresmuseums mit dem VEB Kombinat Hochseefischerei Rostock, der als Sponsor die Entwicklung des Museums erst ermöglichte.
Die Ausstellung wurde nach 1990 mit Fördermitteln der Europäischen Union und des Landes Mecklenburg-Vorpommern im Rahmen der „Gemeinschaftsinitiative PESCA“ neu gestaltet und befasste sich mit der „Entwicklung der weltweiten Seefischerei nach dem Zweiten Weltkrieg am Beispiel der Entwicklung der Küsten- und Hochseefischerei der DDR“; der Charakter der ursprünglichen Ausstellung blieb dabei weitgehend erhalten. Zur Ausstellung gehörte der 17-Meter-Kutter SAS 95 „Adolph Reichwein“ auf dem Vorhof des Museums. Gezeigt wurde die Geschichte vom schweren Neuanfang nach dem Zweiten Weltkrieg über den Aufbau der DDR-Fangflotte in den 1950er Jahren mit der Kollektivierung der Küstenfischerei, dem Wandel der Fangfahrzeuge vom Seitenfänger zum Trawler, einem Heckfänger, und dem Einsatz von Fischfang- und Verarbeitungsschiffen aus DDR-eigener Produktion wie dem Atlantik-Supertrawler. Ein über vier Meter langes Modell des auf der Volkswerft Stralsund überwiegend für die Sowjetunion in mehr als 200 Stück gebauten „Atlantik-Supertrawlers“ sowie eine Übersicht über die Fischereifahrzeuge der DDR-Flotte vervollständigten diese Ausstellung. Methoden des Fischfangs wie der mittels Grundschleppnetz, pelagischem Netz, Jagernetz und Ringwaden wurden anhand von Modellen erläutert. Echolot und früher verwendete Geräte zur Fischortung wurden ebenso gezeigt wie die Produkte des Fischfangs: Konserven, Frischfisch und anderes.

##### Ausstellung „Mensch und Meer“
Die Dauerausstellung „Mensch und Meer“ im zweiten Obergeschoss stand unter dem Leitgedanken „Ein gesundes Meer – Voraussetzung für das Leben auf der Erde!“
Im „Kindergarten der Kaiserpinguine“ waren präparierte Kaiserpinguine zu sehen. Zur Ausstellung gehörten auch eine Bathysonde vom Forschungsschiff Valdivia sowie ein Modell des Forschungsschiffes Glomar Challenger. Weiterhin wurden Präparate von über 100 Heringen in einem Fischschwarm, eines Gotteslachses und eines Mondfisches gezeigt.
Eine 1965 im Meeresmuseum präparierte, zu Lebzeiten 450 Kilogramm schwere Lederschildkröte (siehe Marlene) war ebenso Bestandteil dieses Teils des Museums wie Informationen zum Leben und zur Vermehrung der Meeresschildkröten. Störe und Quastenflosser zeugen von der Bedrohung der Meeresbewohner durch den Menschen. Ein Modell einer Japanischen Riesenkrabbe sowie Mondfische und Gotteslachse zeigten die Vielfalt der Bewohner des Wassers, das 70 % der Erdoberfläche ausmacht. Neuestes Exponat war ein präparierter Eisbär. Beeindruckend waren aber auch die Modelle eines Walrosses, eines Kraken und von Robben.

##### Ausstellung „Ostseeküste“
Die Dauerausstellung „Ostseeküste“ im Mittelbau informierte über Flora und Fauna der Ostseeküste, die spezifischen Verhältnisse von Wassertiefen und Salzgehalt in der Ostsee und die Problematik des Wasseraustausches mit dem Weltmeer. In einem Diorama wurden die drei in der Ostsee vorkommenden Robbenarten Kegelrobbe, Ringelrobbe und Seehund gezeigt. In einem anderen Diorama war ein an einem Strand angespülter Schweinswal zu sehen; weitere Dioramen und Vitrinen zeigten die Vogelwelt und den Vogelzug an der Küste. Die Ausstellung wurde gegenüber der Vorgängerausstellung nach 2010 verändert und den musealen Ansprüchen angepasst.

#### Die Aquarien
Im Meeresmuseum waren die Aquarien in vier Bereiche unterteilt:
- Tropisches Aquarium,
- Mittelmeeraquarium,
- Haie und
- Schildkröten.

Bis auf vier kleine Aquarien im Eingangsbereich befanden sich die Becken im Kellergewölbe.
Der Haltung von Meerwassertieren ging eine umfangreiche Forschung bezüglich des Meerwassers voraus. Vor allem die Challenger-Expedition von 1872 bis 1876 brachte wichtige Erkenntnisse über die Zusammensetzung des Meerwassers. Da das Stralsunder Museum nicht über einen direkten Zugang zum Ozean und damit zum benötigten Meerwasser verfügt, wurde Wasser aus der Nordsee mit circa 33 ‰ Salzgehalt eingesetzt; seit 1990 wurde das Seewasser künstlich hergestellt, wobei industriell gefertigte Seesalzgemische eingesetzt wurden. Das Wasser für den Warmwasserbereich wurde auf bis zu 25 °C erwärmt. Teilweise wurden die Temperaturen der Aquarien analog dem natürlichen Jahresverlauf angeglichen. Viele der in der Ausstellung zu sehenden Aquarien waren zu einem Wasserkreislauf zusammengeschlossen. Nicht für die Besucher des Meeresmuseums einsehbar waren gewaltige Reinwasserkammern und Filterkammern. Mittels Umwälzpumpen wurde das Wasser mindestens alle zwei Stunden durch Filter geleitet, wo die organischen Schwebstoffe aufgefangen werden. Die Vorfilter wurden dabei täglich gereinigt. Das durch die Filter geleitete Wasser gelangte dann in die Reinwasserkammern, wo es wieder auf die benötigte Temperatur gebracht und wieder mittels Umwälzpumpen über Eiweißabschäumer in die Schaubecken geleitet wurde. Die benötigte Qualität des Wassers konnte in Aquarien nur durch begleitende Maßnahmen sichergestellt werden.

##### Tropisches Aquarium
Die Abteilung „Tropisches Aquarium“ stellte den ältesten noch bestehenden Teil der Schauaquarien dar. Blickfang in diesem Abschnitt bot das Becken 18, welches mit 50.000 Litern das zweitgrößte Becken des Museums war. Hier fanden neben Muränen, Drücker- und Igelfischen verschiedene Haiarten, wie Bambus- und Marderhai eine Heimat. In den Aquarien lebten die giftigen Rotfeuerfische und Steinfische, Putzerfische, Seepferdchen, Tintenfische und Perlboote. In diesem Bereich wurden in verschiedenen Becken u. a. Weich- und Steinkorallen präsentiert, ein Schaubecken zeigte Symbiosen zwischen Anemonenfischen und Riffanemonen.

##### Mittelmeeraquarium
Im „Mittelmeeraquarium“ wurden bestimmte Fische, Korallenarten und Wirbellose des Mittelmeeres gezeigt. So waren ein Hafen, eine Felswand und ein von Langusten besetzter Felsen in den Aquarien dargestellt. In einem Rundbecken war ein Korallenriff nachgestaltet, in ihm lebten Flammenfahnenbarsche, Doktorfische, Dachsgesichter und Grundeln. Weitere Aquarienbewohner waren Weißband- und Kardinalsgarnelen, Scheibenanemonen, Lippfische und Kaiserfische.

##### Haie
Das mit 50.000 Liter Fassungsvermögen zweitgrößte Aquarium des Meeresmuseums zeigte die Fische tropischer Korallenriffe, wie Bambushaie, Marderhaie, Muränen, Drückerfische, Kugelfische, Igelfische, Doktorfische und Makrelen.

##### Schildkröten
Das mit 350.000 Litern Fassungsvermögen größte Aquarium des Meeresmuseums wurde im Januar 2004 eröffnet und beherbergte Schildkröten. Es war als Korallenriff gestaltet und bot auch einen künstlichen Strand, der den Schildkröten zur Eiablage dienen sollte. Außer den Schildkröten lebten in diesem Aquarium auch Korallenfische sowie seit dem Jahr 2005 auch Schwarzspitzen-Riffhaie.

## Ehrungen
Aus Anlass des 50. Jubiläums des Meeresmuseums gab die Bundesrepublik Deutschland eine Briefmarke und eine Gedenkmünze heraus.

## Persönlichkeiten
Direktoren des Meeresmuseums:
- 1951–1956: Otto Dibbelt
- 1956–1995: Sonnfried Streicher
- 1995–2021: Harald Benke
- seit 2015: Andreas Tanschus (kaufmännischer Direktor)
- seit 2021: Burkard Baschek (wissenschaftlicher Direktor)

Stellvertretende Direktoren:
- ab 1960: Gerhard Schulze

Weitere Personen:
- Oskar Bürgener war von 1959 bis 1965 Ehrenkustos des Museums
- Rudolf Jonas war Leiter des Aquariums im Naturkundemuseum
- Wolfgang Rudolph war Mitglied im wissenschaftlichen Beirat

## Publikationen

### Jubiläumsband
Anlässlich des 70. Jubiläums des Deutschen Meeresmuseums wurde ein Jubiläumsband herausgegeben.
- Das Meer im Museum, 2021, ISBN 978-3-9813568-9-2

### MeerBlick
Unter dem Namen „MeerBlick“ gibt das Meeresmuseum eine kostenlose Besucherzeitschrift heraus.

### Meer und Museum
Die Hefte der Reihe „Meer und Museum“ werden seit 1980 aufgelegt, bis 2015 sind 25 Bände erschienen:
- Band 1: Das Meeresmuseum Stralsund – Entwicklung, Aufgaben, Arbeitsergebnisse (1980)
- Band 2: Acropora 1976 und 1979, zwei meeresbiologische Sammelreisen ins Rote Meer (1981)
- Band 3: Das Küstenvogelschutzgebiet „Inseln Oie und Kirr“ (1982)
- Band 4: Das Meeresmuseum Stralsund – ein Beispiel für den Profilierungsprozeß der naturwissenschaftlichen Museen in der DDR (1986)
- Band 5: Der Greifswalder Bodden (1989)
- Band 6: Das Meeresmuseum Stralsund 1982 bis 1988 und Beiträge aus seinem Wirkungsbereich (1990)
- Band 7: Das Meeresmuseum in den Jahren 1989/1990 (1991)
- Band 8: Schnecken, Muscheln, Kopffüßer – über Weichtiere aus dem Meeresmuseum (1992)
- Band 9: Herrmann Burmeister – ein bedeutender Naturwissenschaftler des 19. Jahrhunderts (1993)
- Band 10: Ins Meer geschaut, das Meer erlebt – Das Deutsche Museum für Meereskunde und Fischerei (1994)
- Band 11: Die Strandung der Entenwale 1993 bei Hiddensee (1995)
- Band 12: Telemetrie und Tiefseeforschung im Meer (1996)
- Band 13: Die Wismar-Bucht und das Salzhaff. Warnsignale aus der Ostsee (1997)
- Band 14: Korallenriffe – bedrohte Wildnis tropischer Meere (1998)
- Band 15: Die Zukunft des Weltmeeres (1999)
- Band 16: Die Darß-Zingster Bodden – Monographie einer einzigartigen Küstenlandschaft (2001)
- Band 17: Fische und Fischerei in Ost- und Nordsee (2003)
- Band 18: Strelasund und Kubitzer Bodden (2005)
- Band 19: Otto Dibbelt und die Entstehung des Natur-Museums in Stralsund (2006)
- Band 20: Polarforschung – Reisen und Forschungsarbeiten deutscher Wissenschaftler in den Polargebieten (2007)
- Band 21: Die Vogelwelt der Insel Hiddensee (2008)
- Band 22: Ein Museum setzt Segel – das OZEANEUM in Stralsund (2009)
- Band 23: Wale und Robben in der Ostsee (2011)
- Band 24: Alles Handarbeit – kleine Fischereifahrzeuge an der Ostseeküste (2012)
- Band 25: 25 Jahre Ostsee-Nationalparke in Deutschland (2015)

### Historisch-Meereskundliches Jahrbuch
Das „Historisch-Meereskundliche Jahrbuch“ war eine jährlich erscheinende, der Geschichte der Meeresforschung gewidmete Schriftenreihe des Deutschen Meeresmuseums (DMM) und der Deutschen Gesellschaft für Meeresforschung (DGM). Von 1992 bis 2019 sind 23 Bände erschienen.

## Forschung

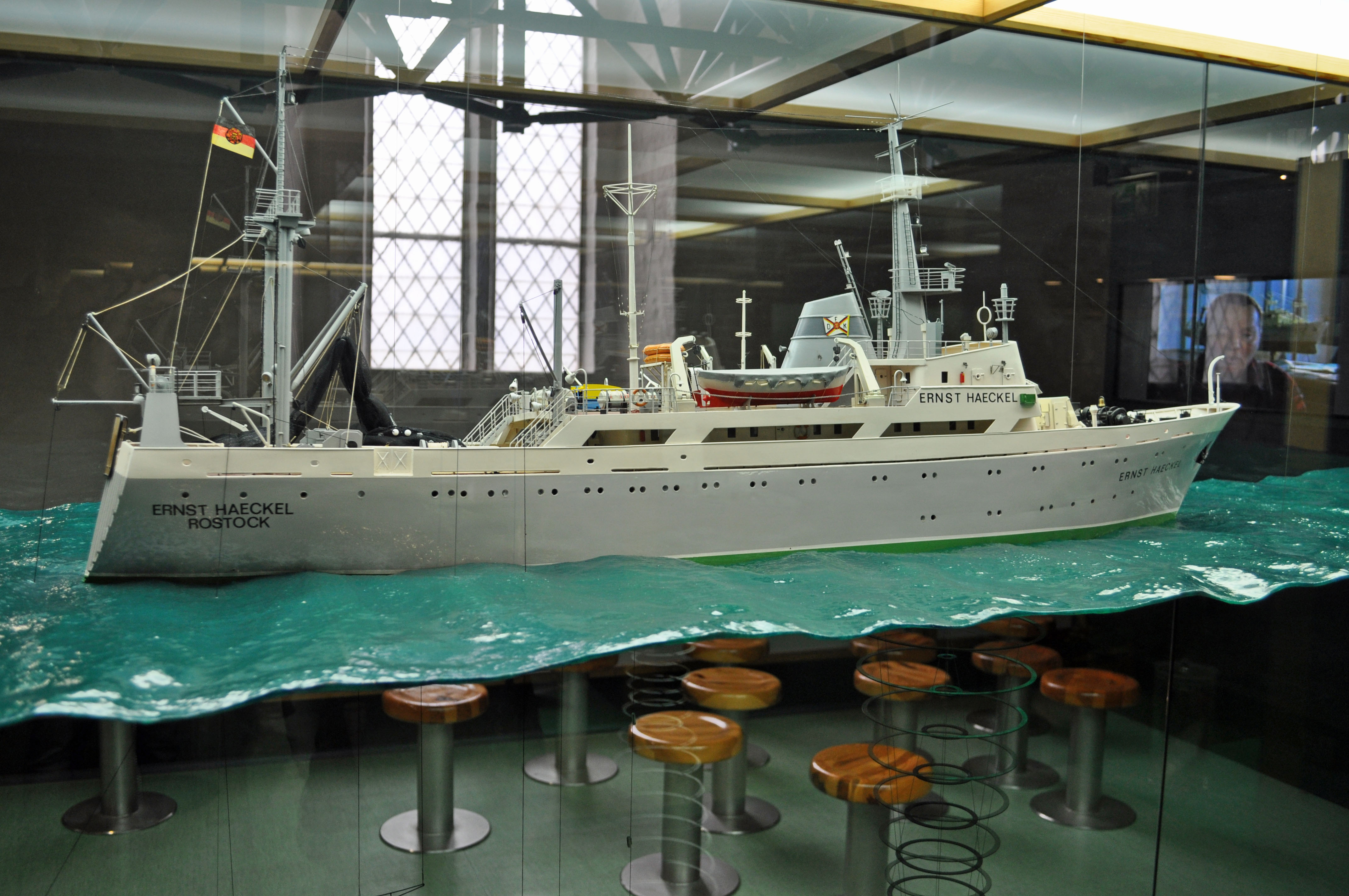
Modell des Forschungsschiffs Ernst Haeckel (2012)

Forschungsobjekte der Mitarbeiter des Meeresmuseums sind zum Beispiel die Fauna der Korallenriffe im Roten Meer, Meeresfische, Robben und Wale. Gemeinsam mit anderen Instituten werden nationale und internationale Forschungsprojekte betrieben. Ergebnisse dieser Forschungen werden unter anderem in Ausstellungen und den offiziellen Publikationen des Museums präsentiert.

## Mitgliedschaft
- Deutsche Allianz für Meeresforschung (assoziiertes Mitglied)

## Besucherzahlen
Das Museum wurde zu DDR-Zeiten jährlich von bis zu 900.000 Gästen besucht. Die Zahl der Besuche pro Jahr betrug von 1951 bis 1956, 119.000 von 1957 bis 1974 und 691.000 von 1975 bis 1984. Insgesamt besuchten 9.248.000 Menschen von 1954 bis 1984 das Museum. Im Jahr 1985 konnte der zehnmillionste Besucher seit dem Bestehen des Museums begrüßt werden. Nach dem Beitritt der DDR zur Bundesrepublik ging der Besucherstrom zurück, jedoch besuchten auch 1990 noch 500.000 Gäste das Museum und machten es zum meistbesuchten in ganz Norddeutschland. Von 1974 bis 1994 kamen fast 15 Millionen Gäste ins Museum. Am 15. Februar 2001 wurde der zwanzig Millionste Besuch im Museum gezählt.
Am 14. Juli 1981 erzielte das Museum, das damals noch keine Außenstellen hatte, seinen Besucherrekord: 13.079 Gäste sahen sich die Ausstellungen an. Nach der Wende wurden mit 8.269 Besuchern am 21. Juli 2005 die meisten Tagesbesucher gezählt.
Besucherzahlen im Meeresmuseum Stralsund
| Jahr | Besucher     |
| ---- | ------------ |
| 1951 | über 30.000  |
| 1963 | über 100.000 |
| 1967 | fast 200.000 |
| 1982 | 674.000      |
| 1983 | 760.000      |
| 1984 | 867.000      |
| 1985 | 838.000      |
| 1986 | 815.000      |
| 1987 | 871.000      |
| 1988 | 823.000      |
| 1990 | > 500.000    |
| 1991 | 403.668      |
| 1992 | 520.454      |
| 1993 | 619.000      |
| 1994 | 532.000      |
| 1995 | > 600.000    |

| Jahr | Besucher         |
| ---- | ---------------- |
| 1996 | 560.576          |
| 1997 | 529.582          |
| 1998 | 625.401          |
| 1999 | ?                |
| 2000 | 630.316          |
| 2001 | 597.221          |
| 2003 | 600.412          |
| 2004 | 674.708          |
| 2005 | 581.406          |
| 2006 | 580.913          |
| 2007 | ?                |
| 2008 | 1.052.982 Anm. 1 |
| 2009 | 409.720 Anm. 2   |
| 2010 | 1.099.026 Anm. 1 |
| 2011 | 242.297          |
| 2012 | 201.539          |

| Jahr | Besucher       |
| ---- | -------------- |
| 2013 | 180.980        |
| 2014 | ?              |
| 2015 | 198.411        |
| 2016 | 196.148        |
| 2017 | 192.965        |
| 2018 | 164.028        |
| 2019 | 172.662        |
| 2020 | 391.564 Anm. 3 |
| 2021 | 0 Anm. 4       |
| 2022 | 0 Anm. 4       |
| 2023 | 0 Anm. 4       |
| 2024 | 80.000 Anm. 4  |

## Förderer
1991 wurde der „Verein der Freunde und Förderer des Meeresmuseums Stralsund e. V.“ (VFFM) gegründet; dieser unterstützt das Meeresmuseum und ist zweiter Stifter in der Stiftung Deutsches Meeresmuseum. Zudem veranstaltet der Verein zahlreiche Exkursionen und Vorträge.